# Jyoti Kumari
Jyoti Kumari (sinh k. 2005) là một nữ sinh người Ấn Độ đến từ làng Sirhulli, quận Darbhanga, bang Bihar. Cô được nhiều người biết đến sau khi đạp xe hơn 1.200 km (750 mi) cùng với người cha bị thương của mình để về quê trong đợt phong tỏa Ấn Độ 2020 do đại dịch COVID-19. Cô đã được trao giải thưởng quốc gia vào năm 2021, cũng như một bộ phim Bollywood được lên kế hoạch sản xuất dựa trên câu chuyện của cô.

## Cuộc sống
Jyoti Kumari Paswan sinh khoảng 2005, đến từ làng Sirhulli ở quận Darbhanga, bang Bihar. Mẹ của cô, Phoolo Devi, làm đầu bếp tại một cơ sở chăm sóc trẻ em trong khi cha cô Mohan Paswan là một người lái xe tuk tuk điện.
Từ ngày 25 tháng 3 năm 2020, Ấn Độ đã áp đặt một lệnh phong tỏa nhằm cố gắng ngăn chặn sự lây lan của đại dịch COVID-19. Điều này dẫn đến việc hàng chục triệu người lao động nhập cư không có việc làm phải rời khỏi các thành phố lớn và tìm cách rời đi để nhận được sự trợ giúp từ quê nhà; trong số này có cha của Jyoti, là người lái xe nhưng ông đã bị hỏng chân trong một vụ tai nạn và gần như không thể đi lại được. Tuy Chính phủ Ấn Độ áp đặt các hạn chế khác nhau cho từng khu vực, nhưng những hạn chế chung trên toàn quốc cũng bao gồm hạn chế đi lại và không có hành trình xe buýt giữa các tiểu bang. Hai cha con cách nhà một quãng đường dài và Jyoti đã đề nghị đạp xe để về. Với số tiền cuối cùng, bất chấp sự nghi ngờ của người cha, họ mua một chiếc xe đạp và khởi hành vào ngày 8 tháng 5 năm 2020.
Nhiều người đã rất ngạc nhiên khi thấy một người đàn ông to lớn ngồi ghế đằng sau của chiếc xe đạp trong khi cô con gái với thân hình nhỏ nhắn hơn đạp xe. Dù được đi nhờ xe tải một quãng đường ngắn, họ đã phải đạp khoảng 100 dặm mỗi ngày. Một số người nói rằng có thể có nhiều hơn một chuyến đi nhờ nhưng hành trình vẫn rất đáng kể và Jyoti được cho là đã đạp xe hơn 1.200 km (750 mi) với cha của mình từ Gurugram đến Sirhulli ở Bihar.
Hành động dũng cảm này sau đó đã được Cố vấn cấp cao của Tổng thống Mỹ Ivanka Trump và Thủ tướng Narendra Modi khen ngợi. Nhiều nhà hảo tâm cũng như người nổi tiếng đã đến nhà của Jyoti khi câu chuyện được lan rộng, dù gặp phải chỉ trích vì không tuân thủ các quy tắc giữ khoảng cách khi tặng quà cho cô.
Năm 2021, Jyoti đã được Tổng thống Ấn Độ trao tặng giải thưởng Pradhan Mantri Rashtriya Bal Shakti Puraskar (Giải thưởng quốc gia cho trẻ em của Thủ tướng Chính phủ) vì lòng dũng cảm trong thời đại dịch. Cô cũng được mời tham gia các cuộc thử nghiệm đua xe đạp tại Liên đoàn Đạp xe Ấn Độ để tuyển vào đội tuyển quốc gia. Mặc dù có nhiều lời hứa sẽ giúp cô đi học, nhưng Jyoti vẫn không được nhận vào bất kỳ trường trung học cấp hai hoặc cấp ba nào. The New York Times đã gọi cô là "cô gái có trái tim sư tử... truyền cảm hứng cho một quốc gia".

## Kế hoạch sản xuất phim
Vào tháng 7 năm 2020, Tờ India Today đưa tin rằng Jyoti sắp đóng vai chính trong một bộ phim Bollywood đã được lên kế hoạch sản xuất dựa trên câu chuyện của cô, nhưng cũng sẽ bao gồm các tình tiết hư cấu nhằm phát triển câu chuyện.